# Testa del Rutor
Die Testa del Rutor, französisch (la) Tête du Ruitor (häufig auch einfach (der) le Rutor), ist ein 3486 m hoher Berg der Grajischen Alpen im Aostatal, in den westlichen Alpen Italiens.

## Topographie
Der Berggipfel liegt südlich der Mont-Blanc-Gruppe im Südosten des Passes des Kleinen Sankt Bernhard über die nationale Grenze zwischen Italien und Frankreich – allerdings ganz auf dem Territorium Italiens, auf dem Gebiet der Gemeinden von Valgrisenche im Osten und dem unterhalb dieses Alpenpasses gelegenen La Thuile nordwestlich. Nach Südwesten steht der Berg über der französischen Gemeinde Sainte-Foy-Tarentaise im oberen Tal der Isère (Tarentaise).
Das Massiv des Gipfels, die Rutor-Gruppe (Rutor-Léchaud-Kette), wird nach SOIUSA mit der südlich gelegenen Aiguille de la Grande Sassière zu einer Berggruppe zusammengefasst, den it. Alpi della Grande Sassière e del Rutor oder frz. Alpes de la Grande Sassière et du Rutor – Zentrale Grajische Alpen, das von den drei Tälern des Isère-Tals, des Valgrisenche-Tals und des La Thuile-Tals eingefasst wird. Es liegt im Bereich zwischen den Gebirgen im Westen des Aostatals und denen in seinem Süden, südlich des Aostatals, um die Berggruppe des Gran Paradiso (frz. Grand Paradis). Der Rutor bildet gleichsam den Westpfeiler dieses Nordabhangs der Paradiso-Gruppe, der von vier Tälern durchzogen wird, die zur Doire Baltée und zum Po hin entwässern: (von Westen nach Osten) dem Valgrisenche-Tal, dem Rhêmes-Tal, dem Valsavarenche-Tal und dem Cogne-Tal. Das Valgrisenche-Tal östlich des Rutor ist das westliche Nachbartal des Rhêmes-Tals, das die Westgrenze des Nationalparks Gran Paradiso bildet.
Das Massiv trägt die größten Gletscher der Region Aostatal. Auf dem Berghang von La Thuile befindet sich der Rutor-Gletscher (it. ghiacciaio del Rutor, frz. glacier du Rutor), Richtung Valgrisenche erstreckt sich der Morion-Gletscher (it. Ghiacciaio di Morion, frz. glacier du Morion).
Die Etymologie des Namens ist unsicher: als wahrscheinlich gilt eine Zusammenziehung der Wortstämme roése (Gletscher) und tor (felsiger Grat) aus dem Arpitanischen, dem „Patois“ des Aostatals und Savoyens.

## Alpinismus
Der Normalweg führt vom Ortsteil La Joux der Gemeinde La Thuile vorbei an den Rutorfällen zu der Albert-Deffeyes-Hütte (2494 m) und von dort über den Rutor-Gletscher und Rutor-Pass (it. Colle del Rutor, frz. Col du Rutor, 3373 m). Vom Pass aus steigt man aufwärts entlang des Gipfelgrats. Eine Alternativroute besteht vom Valgrisenche aus ab der Ortsteil Bonne gleich an der Staumauer des Beauregard-See. Von dort aufsteigend erreicht man das Rifugio degli Angeli al Morion, ab der Berghütte dem Weg am Morion-Gletscher folgend erreicht man den Rutor-Pass und den Gipfelgrat.
Beim Zusammenstoß eines Helikopters mit einer Jodel D140 starben im Januar 2019 sieben Menschen.